# House of the Dragon
House of the Dragon (lit. ‘casa del drac’) és una sèrie de televisió de drama fantàstic dels Estats Units que és una preqüela de la sèrie de televisió Game of Thrones (2011–2019), ambdues basades en els llibres de Cançó de gel i foc de George R. R. Martin.
Inspirada en els llibres Foc i Sang, Canalles i Dangerous Women, està ambientada 200 anys abans que Game of Thrones, la sèrie narra l'inici de la fi de la casa Targaryen, els esdeveniments que desemboquen en i formen part de la guerra de successió dels Targaryen, coneguda com a «Dansa de Dracs». Es va estrenar el 21 d'agost de 2022. La primera temporada consta de 10 episodis.

## Repartiment

### Principal
- Paddy Considine com a rei Viserys I Targaryen, cinquè rei dels Set Regnes. És descrit com a «un home càlid, amable i decent» i va ser elegit rei per un consell de Lords per succeir el seu avi Jaehaerys I Targaryen.
- Milly Alcock (adolescent) i Emma D'Arcy (adulta) com a princesa Rhaenyra Targaryen, primogènita del rei Viserys. És genet de dracs i hereu del tron dels Set Regnes.
- Matt Smith com a príncep Daemon Targaryen, presumpte hereu al Tron de Ferro, germà petit del rei Viserys, net del rei Jaehaerys i oncle de la princesa Rhaenyra. És un guerrer inigualable i un genet de dracs experimentat.
- Emily Carey (adolescent) i Olivia Cooke (adulta) com a Lady Alicent Hightower, filla de Ser Otto Hightower, criada a la Fortalesa Roja i posteriorment segona dona del rei. És coneguda per ser una de les dones més encantadores dels Set Regnes.
- Steve Toussaint com a Lord Corlys Velaryon (també conegut com a «Serp Marina»), cap de la casa Velaryon i mariner més famós de la història de Westeros.
- Eve Best com a princesa Rhaenys Targaryen (també coneguda com la «Reina que no va ser»), genet de dracs i esposa de Lord Corlys. Havia estat una potencial successora del seu avi, el rei Jaehaerys, però el seu cosí Viserys li va passar davant.
- Fabien Frankel com a Ser Criston Cole, un espadatxí hàbil de la Marca de Dorne i fill del majordorm de Lord Blackhaven.
- Rhys Ifans com a Ser Otto Hightower, pare d'Alicent i Mà del Rei al servei del rei Viserys i del regne. És un rival polític del príncep Aemon.
- Graham McTavish com Ser Harrold Westerling: Un cavaller experimentat i membre de la Guàrdia Real que ha servit a la Corona des del rei Jaehaerys Targaryen. Té l'encàrrec de vetllar i protegir la princesa Rhaenyra Targaryen. A la mort de Ser Ryam Redwyne, és nomenat Lord Comandant de la Guàrdia Real.
- Matthew Needham com a Larys Strong: El fill petit de Lord Lyonel Strong que te una anomalia de naixement que el fa caminar coixejant.
- Jefferson Hall com a Lord Jason Lannister/Ser Tyland Lannister. Jason és el senyor de Roca Casterly i el seu germà bessó idèntic és un polític astut.

### Recurrents
- Bethany Antonia com a Lady Baela Targaryen, filla gran de Laena Velaryon.
- Phoebe Campbell com a Lady Rhaena Targaryen, filla petita de Laena Velaryon.
- Harry Collett com a príncep Jacaerys Velaryon, primogènit de la princesa Rhaenyra.
- Ryan Corr com a Ser Harwin Strong, fill gran del Mestre de Lleis Lyonel Strong i hereu de Harrenhal. Se'l coneix com a Trencaossos i se'l considera un dels homes més forts dels Set Regnes.
- Tom Glynn-Carney com a príncep Aegon Targaryen, primogènit del rei Viserys.
- David Horovitch com a Gran Mestre Mellos, conseller de confiança del rei Viserys.
- Will Johnson com a Ser Vaemond Velaryon, germà petit de Lord Corlys Velaryon i comandant de la marina Velaryon.
- John Macmillan com a Ser Laenor Velaryon, fill de la princesa Rhaenys i de Lord Corlys Velaryon.
  - Theo Nate l'interpreta de jove.
- Sonoya Mizuno com a Mysaria, ballarina estrangera que va esdevenir l'aliada més fiable del príncep Daemon.
- Graham McTavish com a Ser Harrold Westerling, membre de la Guàrdia Reial que va servir el rei Jaehaerys. Havia estat un cavaller poderós i ara està encarregat de la vigilància i protecció de la princesa Rhaenyra.
- Ewan Mitchell com a príncep Aemond Targaryen, segon fill del rei Viserys, nebot del príncep Daemon i germanastre de la princesa Rhaenyra.
- Matthew Needham com a Larys Strong, fill petit del Mestre de Lleis Lyonel Strong.
- Bill Paterson com a Lord Lyman Beesbury, Lord de Honeyholt i Mestre de la Moneda.
- Phia Saban com a princesa Helaena Targaryen, la segona filla del rei Viserys, germana dels prínceps Aegon i Aemond i germanastra de la princesa Rhaenyra.
- Gavin Spokes com a Lord Lyonel Strong, Mestre de Lleis i Lord de Harrenhall.
- Savannah Steyn com a Lady Laena Velaryon, filla de la princesa Rhaenys i Lord Corlys Velaryon.

## Episodis
| Número d'episodi | Títol                        | Director           | Guionista                  | Data d'estrena          |
| ---------------- | ---------------------------- | ------------------ | -------------------------- | ----------------------- |
| 1                | «The Heirs of the Dragon»    | Miguel Sapochnik   | Ryan J. Condal             | 21 d'agost del 2022     |
| 2                | «The Rogue Prince»           | Greg Yaitanes      | Ryan Condal                | 28 d'agost del 2022     |
| 3                | «Second of His Name»         | Greg Yaitanes      | Gabe Fonseca & Ryan Condal | 4 de setembre del 2022  |
| 4                | «King of the Narrow Sea»     | Clare Kilner       | Ira Parker                 | 11 de setembre del 2022 |
| 5                | «We Light the Way»           | Clare Kilner       | Charmaine DeGraté          | 18 de setembre del 2022 |
| 6                | «The Princess and the Queen» | Miguel Sapochnik   | Sara Hess                  | 25 de setembre del 2022 |
| 7                | «Driftmark»                  | Miguel Sapochnik   | Kevin Lau                  | 2 d'octubre del 2022    |
| 8                | «The Lord of the Tides»      | Geeta Vasant Patel | Ellen Shim                 | 9 d'octubre del 2022    |
| 9                | «The Green Council»          | Clare Kilner       | Sara Hess                  | 16 d'octubre del 2022   |
| 10               | «The Black Queen»            | Greg Yaitanes      | Ryan Condal                | 23 d'octubre del 2022   |